# ريتشارد حاتم
ريتشارد حاتم (بالإنجليزية: Richard Hatem)‏ هو منتج أفلام وكاتب سيناريو أمريكي، ولد في 2 نوفمبر 1966.

## وصلات خارجية
- ريتشارد حاتم على موقع IMDb (الإنجليزية)
- ريتشارد حاتم على موقع قاعدة بيانات الفيلم (الإنجليزية)